# Элемент данных
В области метаданных термином элемент данных обозначают наименьшую неделимую единицу данных, обладающую свойствами:
1. Идентификация (например, по имени)
2. Четкое и ясное описание элемента данных
3. Одно или более определений
4. Список синонимов элементов данных в других регистрах метаданных

Примеры использования элементов данных могут быть обнаружены в прикладных программах или файлах данных приложений.
Источник: Федеральный Стандарт 1037C и Словарь военных и связанных терминов министерства обороны